# Arachosia honesta
Arachosia honesta är en spindelart som beskrevs av Eugen von Keyserling 1891. Arachosia honesta ingår i släktet Arachosia och familjen spökspindlar. Inga underarter finns listade i Catalogue of Life.